# Quảng Phú Cầu
Quảng Phú Cầu là một xã thuộc huyện Ứng Hòa, thành phố Hà Nội, Việt Nam.

## Điều kiện tự nhiên
Quảng Phú Cầu có diện tích 8,91 km2, gồm 6 thôn là Xà Cầu, Quảng Nguyên, Phú Lương Thượng, Phú Lương Hạ, Cầu Bầu, Đạo Tú; Nằm ở phía đông bắc huyện Ứng Hòa, phía đông giáp xã Phú Túc (huyện Phú Xuyên); phía tây và bắc giáp xã Hồng Dương (huyện Thanh Oai); phía tây nam giáp xã Trường Thịnh và Liên Bạt. Tính đến năm 2012, dân số của xã đạt 11.143 người.
Nằm ở vị trí tiền đồn của huyện về phía bắc, lại có 2 trục giao thông huyết mạch chạy qua là quốc lộ 21B từ Hà Đông qua Vân Đình đi Hòa Bình và Hà Nam, và đường 429A từ Quán Tròn qua Phú Xuyên nối liền với Quốc lộ 1. Ngoài ra, còn có sông Nhuệ ở phía bắc xã chảy vào sông Đáy ở Vân Đình và kênh Bắc Quảng Hoa nối sông Nhuệ và sông Đáy theo hướng đông tây. Vì vậy, Quảng Phú Cầu có điều kiện giao thông thuận lợi để giao lưu kinh tế và văn hóa. Mặt khác, vị trí và điều kiện giao thông thủy, bộ như thế cũng có ý nghĩa về mặt quân sự.

## Lịch sử hình thành
Quảng Phú Cầu được thành lập từ 3 xã là Quảng Nguyên, Phú Lương và Xà Cầu. Trong đó, xã Quảng Nguyên gồm các làng Quảng Nguyên và Đạo Tú; xã Phú Lương gồm các làng Phú Lương Thượng, Phú Lương Hạ, làng Bầu và làng Bỏi; xã Xà Cầu có một làng là Xà Cầu. Đây là vùng đất sớm có cộng đồng dân cư sinh sống, và đời sống kinh tế - xã hội cũng đã phát triển từ sớm.
Ngọc phả thôn Phú Lương ghi lại rằng, vào thời Thục Phán – An Dương Vương, một tù trưởng có tên Bạch Lợi do có nhiều công lao dẹp giặc đã được vua gả cho hai nàng công chúa. Sau đó, ông cáo quan về làng Phú Lương chiêu dân, lập làng. Theo thần phả làng Xà Cầu, khi giặc Hán xâm lược nước ta ở đây đã có nghĩa quân của bà Chiêu Nương cùng hai em trai là Nguyễn Hồng, Nguyễn Tuyền hợp cùng nghĩa quân của hai Bà Trưng đánh giặc. Thần tích làng Quảng Nguyên cũng nói, vào thế kỷ thứ nhất sau công nguyên đã có một số dòng họ về đây sinh sống.
Trải qua các thời kỳ lịch sử, các làng xã ở Quảng Phú Cầu đã nhiều lần đổi tên gọi, Bưỡi Lũng đổi tên là Quảng Nguyên, Táu đổi thành Đạo Tú, Nàng Xá đổi thành Phú Lương, Xà Kiều Trại đổi tên là Xà Cầu. Trước Cách mạng tháng Tám (1945), các xã Quảng Nguyên, Phú Lương, Xà Cầu đều thuộc tổng Xà Cầu, huyện Sơn Lãng, phủ Ứng Hòa. Đến tháng 8-1948, ba xã được hợp nhất lấy thành một xã lấy tên là Quảng Phú Cầu cho đến ngày nay.

## Truyền thống văn hóa

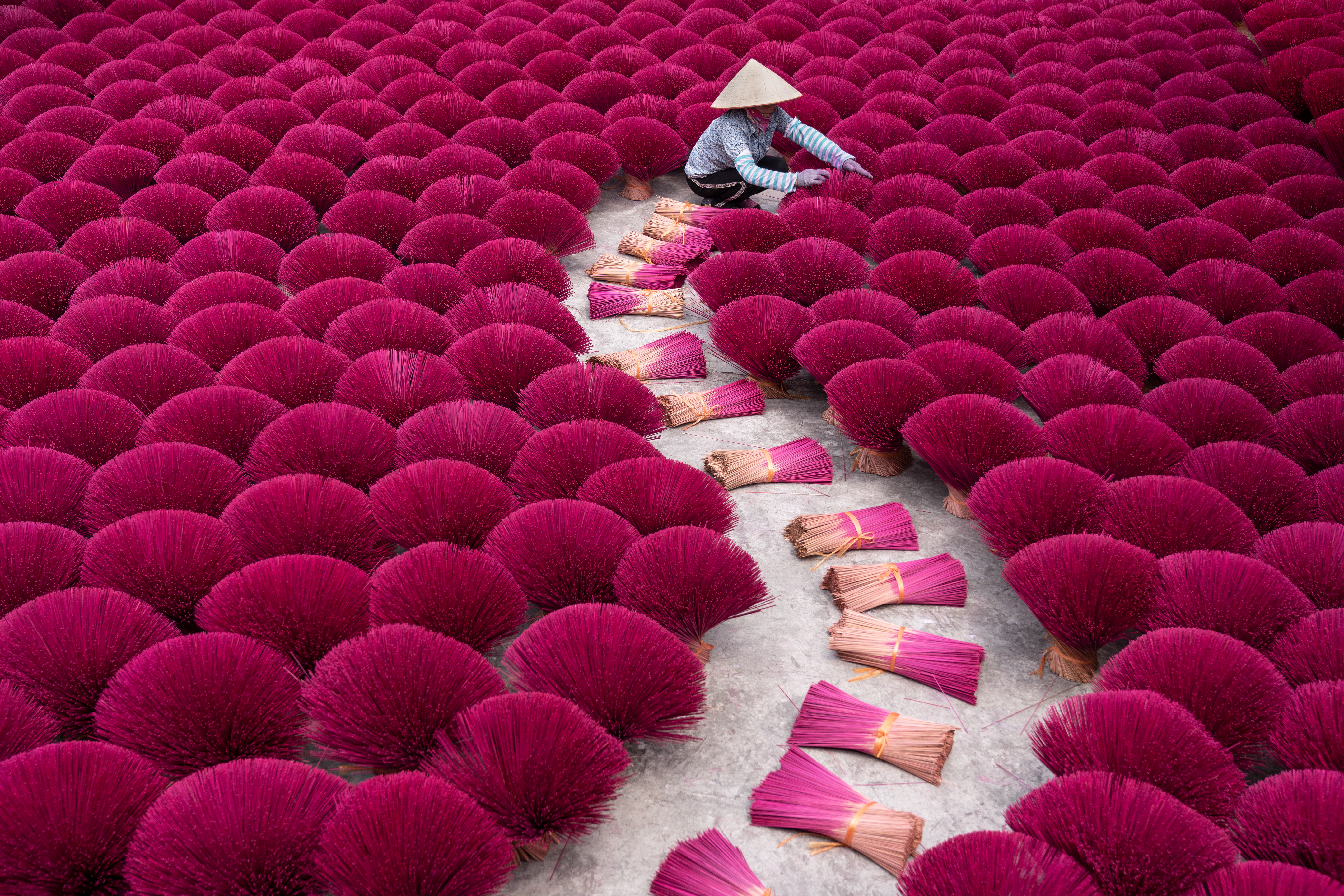
Sản xuất hương tại Quảng Phú Cầu

Được lập nên từ ba xã, nhưng từ xưa Quảng Phú Cầu đã hình thành nên nhiều giá trị văn hóa chung, lưu truyền từ thế hệ này sang thế hệ khác. Trong đó, nổi bật là tinh thần yêu nước và truyền thống hiếu học.
Là vùng quê hình thành và phát triển từ lâu đời, Quảng Phú Cầu đã sớm hình thành truyền thống hiếu học, thôn nào cũng có văn chỉ, học điền. Nhờ có nhiều người đỗ đạt nên Quảng Nguyên được vua ban tặng 4 chữ vàng "Mỹ Tục Khả Nhân"  và Xà Cầu được tặng 5 chữ vàng "Xà Cầu Xã Nghĩa Dân". Văn bia ở Xà Cầu còn ghi lại, vào thời vua Lê Thánh Tông làng có hai người đỗ đệ tam giáp đồng tiến sĩ xuất thân, là các cụ Phạm Hòa Xuân (1487) và Nguyễn Hà Thục (1490). Hay, cụ Lý Đình Cao cũng ở Xà Cầu làm nghề bốc thuốc và dạy học nổi tiếng, đã từng chữa bệnh cho vua Tự Đức và giữ chức Đốc học tỉnh Sơn Tây...Thời Nhà Lê ở Quảng nguyên có Danh y Nguyễn Huyền Diệu tức Nguyễn Trọng Hầu làm Thái y viện dưới triều Lê, chữa bệnh cho vua được phong tước Hầu; lớp sau là các cụ đồ Nguyễn Bá Toại, Nguyễn Bá Khoa, cụ đồ Thinh...
Tinh thần yêu nước nồng nàn cũng là đặc điểm nổi bật của nhân dân Quảng Phú Cầu. Từ xa xưa, khi giặc Hán xâm lược nước ta, ba chị em bà Chiêu Nương đã về Xà Cầu tụ nghĩa, chiêu binh để trả thù nhà, đền nợ nước. Sau đó lại hợp cùng nghĩa quân của hai Bà Trưng đánh giặc. Tuy thất bại, nhưng ba chị em bà Chiêu Nương đã được dân làng lập đền thờ và suy tôn là Thành hoàng làng. Khi thực dân pháp xâm lược nước ta lần thứ nhất, nhân dân Quảng Phú Cầu đã liên tiếp vùng lên chiến đấu chống quân thù. Nổi bật là cuộc khởi nghĩa nông dân do Tư Khẩn người làng Phú Lương làm thủ lĩnh. Cuộc khởi nghĩa tuy không kéo dài (từ 1885 đến 1889) nhưng đã mở rộng ra khắp một vùng rộng lớn thuộc các huyện Ứng Hòa, Phú Xuyên, Thanh Oai, Chương Mỹ với hàng ngàn người tham gia và gây cho địch nhiều tổn thất nặng nề. Trong hai cuộc kháng chiến chống thực dân Pháp và đế quốc Mỹ, Quảng Phú Cầu cũng có những người con ưu tú làm rạng rõ quê hương. Thế kỷ hai mươi, nhà cách mạng Trần Đăng Ninh (Người Làng Quảng Nguyên)- học trò xuất sắc của Chủ tịch Hồ Chí Minh, một nhà lãnh đạo quân đội tài ba.
Với những truyền thống tốt đẹp được đúc kết qua hàng ngàn năm lịch sử, nhân dân Quảng Phú Cầu lại tiếp tục phấn đấu thực hiện thắng lợi sự nghiệp đổi mới trên quê hương. Và, hứa hẹn sẽ tiếp tục viết lên những trang sử hào hùng mới.

## Kinh tế
Xã Quảng Phú cầu có kinh tế phát triển mạnh, chủ yếu tiểu thủ công nghiệp, sản xuất tăm hương là chủ đạo, nơi đây đã thu hút một lượng lớn lao động địa phương và lao động từ các nơi khác. Với hơn 13000 dân, mức thu nhập bình quân từ 04 đến 12 triệu đồng/người/tháng; trong đó chiếm hơn 75% thu nhập từ nghề tăm hương và thu gom phế liệu
Làng nghề truyền thống làm tăm hương, tăm VIP xỉa răng, và cả sản xuất hương sử dụng trong các nhu cầu tâm linh. Ngày nay sản lượng sản xuất tăm nói chung cho nhu cầu tiêu thụ nội địa và xuất khẩu giao thương là rất lớn (có thể lên tới một nửa hay tới cả ngàn tấn nứa vầu nguyên liệu cung cấp tiêu thụ trong ngày. Những ông chủ nổi tiếng, có xưởng sản xuất đồ sộ, đầu tư máy móc hiện đại, thu nhập cao, như cha con ông Nguyễn Hữu Truyền- Nguyễn Hữu Quyến (thôn Phú Thượng), hay như các ông chủ trẻ Nguyễn Dương Thực, Lê Văn Bình ở thôn Đạo Tú... Cũng lại từ đây, nhiều lao động có tay nghề cao đã đi làm thầy truyền nghề khắp nơi.

## Danh nhân, người nổi tiếng
Thế kỷ hai mươi, nhà cách mạng Trần Đăng Ninh- học trò xuất sắc của Chủ tịch Hồ Chí Minh, nguyên là Uỷ viên Trung ương Đảng. Trần Đăng Ninh (tên thật là Nguyễn Tuấn Đáng), nhà hoạt động cách mạng và quân sự, Chủ nhiệm đầu tiên của Uỷ ban Kiểm tra Trung ương Đảng, Phó Tổng Thanh tra Chính phủ, Chủ nhiệm đầu tiên của Tổng cục Cung cấp- sau là Tổng cục Hậu cần Quân đội Nhân dân Việt Nam, Ủy viên BCH TƯ Đảng Cộng sản Đông Dương, Bí thư Xứ ủy Bắc Kỳ. Ông cũng chính là người xây dựng hệ thống dân công tiếp tế- một yếu tố dẫn đến thắng lợi cho chiến dịch Điện Biên Phủ. Tên của ông được đặt cho một con đường ở Hà Nội và ở Điện Biên Phủ, tỉnh Điện Biên. Sau khi ông mất, để tưởng nhớ ông, tháng 7 năm 1956, Bưu điện Việt Nam Dân chủ Cộng hòa đã phát hành một bộ tem gồm 4 mẫu in hình chân dung của ông. Năm 2002, quê hương xã Quảng Phú Cầu và huyện Ứng Hòa đã xây dựng Khu tưởng niệm Trần Đăng Ninh.
Trong chống Mỹ, các thiếu tướng Lê Đông, Lê Thanh, Đan Thành và nhiều cán bộ cao cấp của quân đội... đã làm rạng danh quê hương.
Thiếu tướng Trần Ngọc Hà cục trưởng cục cảnh sát hình sự Bộ Công an người Xà Cầu,đã có công phá nhiều vụ án lớn cho đất nước.

## Đình Quảng Nguyên
Đình làng Quảng Nguyên ở xã Quảng Phú Cầu thờ Đống Củ Đại vương, là tướng tài danh của Đinh Tiên Hoàng Đế, có công giúp vua đánh dẹp 12 sứ quân.